# Scotinella madisonia
Espèce
Scotinella madisonia est une espèce d'araignées aranéomorphes de la famille des Phrurolithidae.

## Distribution
Cette espèce se rencontre aux États-Unis au Wisconsin et au Canada en Ontario et au Manitoba,.

## Description
La femelle holotype mesure 2,0 mm.

## Étymologie
Son épithète spécifique lui a été donné en référence au lieu de sa découverte, Madison.

## Publication originale
- (en) Herbert Walter Levi, « New and rare spiders from Wisconsin and adjacent states », American Museum Novitates, New York, Musée américain d'histoire naturelle, vol. 1501,‎ 1951, p. 1-41 (ISSN 0003-0082 et 1937-352X, OCLC 47720325, lire en ligne).